# Крестовник неравнозубчатый
Кресто́вник неравнозу́бчатый (лат. Senécio inaequídens) — травянистое растение, вид рода Крестовник (Senecio) семейства Сложноцветные (Asteraceae).

## Ботаническое описание
Многолетний полукустарник до 100 см высотой, достигающий возраста в 5—10 лет. Стебли прямостоячие, сильно ветвистые, голые, реже редковолосистые, облиственные. Листья очерёдно расположенные, сидячие, реже черешчатые, простые, часто стеблеобъемлющие. Нижние листья сидячие, 3—14 см длиной и 0,3—1 см шириной, по краю неправильно зубчатые, в очертании линейные до продолговато-ланцетных. Верхние листья часто на коротких черешках, иногда перисто-лопастные.
Общее соцветие — рыхлая щитковидная метёлка из 80—100 корзинок. Корзинки 18—25 мм в диаметре, с примерно 20 листочками обёртки, каждый из которых узкояйцевидной формы, с острым концом, килеватый, голый, клейкий, около 5 мм длиной. Краевые ложноязычковые цветки пестичные, в числе от 7 до 13, ярко-жёлтые, язычки по мере цветения загибаются назад.
Семянки 2—2,5 мм длиной, цилиндрические, ребристые, опушённые между рёбрами, с легко опадающим хохолком, в 2—3 раза превышающим саму семянку по длине.

## Распространение
Родина растения — Южная Африка. В настоящее время стремительно распространяется по Европе, куда был занесён с овечьей шерстью. Впервые обнаружен в 1889 году в Ганновере. В 1922 году впервые отмечен в Бельгии, в 1928 году — в Шотландии, в 1935 году — во Франции, в 1939 году — в Нидерландах, в 1947 году — в Италии, в 1988 году — в Дании, в 1995 году — в Норвегии.

## Таксономия и систематика
В Южной Африке произрастает целый ряд близких видов. Senecio burchellii DC. отличается меньшим числом листочков обёртки (около 12), меньшим числом ложноязычковых цветков (около 7). Senecio paniculatus P.J.Bergius отличается более многочисленными и более узкими листочками обёртки.